# Charaxes sinuosa
Charaxes sinuosa är en fjärilsart som beskrevs av Rousseau-decelle 1934. Charaxes sinuosa ingår i släktet Charaxes och familjen praktfjärilar. Inga underarter finns listade i Catalogue of Life.